# オジサンズ11
『オジサンズ11』（オジサンズ・イレブン、英字表記:OJISANS ELEVEN）は、2007年10月15日から2008年9月8日まで日本テレビ系列で毎週月曜22:00 - 22:54（JST）に放送されたバラエティ番組。一部局では遅れ放送であったが、詳細は下記参照。日本テレビ系列局のない沖縄県でもTBS系列の琉球放送が2007年12月から放送開始。
ハイビジョン制作。字幕放送が実施されている。なお、字幕放送は、収録スケジュールの都合上字幕放送用の字幕編集が間に合わない場合があるため、喋った内容が数秒遅れで表示されるリアルタイム字幕放送形式を採っている。
タイトルは、ハリウッド映画の『オーシャンズ11』から引用。新聞での表記は『オジサンズイレブン』と全てカタカナで表記されている。

## 概要

### 特番からレギュラーへ
2007年3月3日、13:30 - 14:55（サタデーバリューフィーバー枠）でプレビュー版が放送され、系列局の読売テレビでも同年4月29日、鹿児島読売テレビでは9月22日に遅れて放送された。その後10月15日より月曜22時台でレギュラー化された（初回は30分拡大）。在京放送局の元メインアナウンサーら11人、通称オジサンズが集まり、今のニュースやテレビについて議論や取材を行うのが当初の主な内容であった。
- 単発時とほぼ同じだが、レギュラー放送に昇格したため、視聴者からネタを募集していた。また、それと同時に出演者の中から派遣してほしいリポーターのリクエストも募集していた。
- 出演者が独自取材しプレゼンする「ジャーナル・アイ」が番組の基本形態。そのときの「ジャーナル・アイ」担当者はMC席と言われるテーブルのような簡易台のある位置まで自動的に席ごと移動（円状に着席しているので回転）する形式である。
- レギュラー出演者の羽鳥慎一（当時日本テレビアナウンサー）が、朝起きられずに悩んでいる女性の家を訪問して、わざわざたたき起こす企画も行われる。
- 同じくレギュラー出演者の徳光和夫が、かつて『ウルトラクイズ』で国内予選敗退組がくやしさを徳光にピコハンでぶつける企画が復活。第1回では新橋のサラリーマンたちの社会への不満を、第4回ではキャバクラ嬢の不満をぶつけられた。徳光が同情するような不満なら、ゴールデンピコハンで叩かれる。
- テロップフォントや効果音、提供クレジットなどは、『世界一受けたい授業』とほぼ同じものを使用している。この番組のスタッフは、一部『世界一受けたい授業』『世界の果てまでイッテQ!』にも携わっている。
- 企画によっては相当体を張った過激な企画も行われる。第2回では、生島ヒロシが逆浸透膜濾過機で濾過した自分の尿を飲んだり、辻よしなりが番組のためにプチ整形を行った。
- 『テレビ三面記事 ウィークエンダー』のジングルが時折使われる。流れるのは主に席の移動開始〜終了の時。
- 毎週、今「旬」なお笑い芸人を1組または1人を呼びネタを披露させ、出演者達のリアクションを見せるコーナーがある。
- ジャーナル・アイの内容によっては週またぎ方式を取る事がある。これは、編集に莫大な時間を費やしていることや編成上、延長放送が出来ないことや後続の番組の遅延が出来ないための措置である。
- この番組の視聴率は第1回は10%でギリギリ2桁ではあったが、2回目以降はほとんどが1桁台であった。
- 11月になってから、ロケよりスタジオトークに費やす時間が増え、ジャーナル・アイも初回に比べると数は少なめになっている。また取り上げるネタの鮮度により優先順位が変わるため前週予告していた内容が半分以上差し替えられることもある。そのため次回予告は流れなくなった。
- 2008年1月14日はオジサンVS新成人100人と題して討論形式になった（収録は1月9日）。かつてTBS系で放送していた『ここがヘンだよ日本人』とフォーマットが類似している。
- 2008年1月28日（福留功男66回目の誕生日）は、「タイムリミットーク」という、お題と制限時間をルーレットで設定して制限時間内にしゃべりきり、その内容を観客に判定してもらうゲームを行った。
- 2008年1月からは逆に、羽鳥に対して他のオジサンズの面々が食事で接待してフリーへ勧誘（番組終了後に実際に羽鳥はフリーに転身した）する「オジミシュラン」等のロケ企画も多くなり、さらに「ジャーナル・アイ」も廃され、ひな段上にオジサンズが着席してトークやVTRの鑑賞をする形となった。
  - 「オジミシュラン」の中では、徳光がTBS局内に嫌がる羽鳥を無理矢理入れたり、テリーが流れでニッポン放送局内に入れるだけでなく『テリー伊藤のってけラジオ』に出演させる等、羽鳥が他局に足を踏み入れることが多々あった。小倉の接待では、利きワインを間違えて、普段は『ぐるぐるナインティナイン』で芸能人の自腹を見届けている羽鳥アナが、他番組ながら逆に自腹の餌食となった。

### 生放送スペシャル
2007年12月24日には、初の2時間スペシャルが21:00からの生放送として実施され、当時は通常6日遅れネットだったFBCでも同時ネットで放送された。レギュラー出演者のうち、福留だけは欠席。準レギュラー出席者は山中、峰、薬丸、中山、大和田。また辻が秋葉原から、梶原が沖縄から中継レポーターとして出演した。進行役は博士ではなく羽鳥だった。
ラストでは徳光を進行役に据え、翌日命日を迎える逸見政孝の話題が取り上げられた。存命ならば当番組にレギュラー出演していてもおかしくないということから、出演者の計らいで逸見の席も用意されており、また生前逸見と親交が深かったIKKOもゲスト出演。このスペシャルでの視聴率は10.5%と、久々の2桁を記録した。

### クイズ番組へ
2008年4月から正式にクイズ番組として全面的にリニューアルされた。それと併せて福井放送も同時ネット化されることとなった。
リニューアルに先立ち、2008年2月18日に放送された2回目のスペシャル（21:00 - 22:48）では「オジサンVS芸能人30人クイズ対決」が放送された。この回のみオジサンズ側に当時宮崎県知事の東国原英夫が参加。優勝はブラックマヨネーズの吉田敬。
リニューアル初回である2008年4月28日には22:00からの1時間半枠で3回目のスペシャルを放送した。これにより、今まで進行役を務めていた博士が解答者側へ、羽鳥アナが進行役へそれぞれ異動。更にスタジオ出演するオジサンズの人数も、徳光・福留・小倉らを初めとした7人に減り、梶原、徳光正らは主にロケVTRで出演する形となった。
2008年9月8日放送分の「総集編」をもって本番組は終了。10月からは『しゃべくり007』が土曜17時台後半より移動する形でスタートすることとなった。

## 出演者
※出演者全員司会者という設定になっているが、各自担当する「ジャーナル・アイ」出番まではコメンテーターという位置付けに変化する。

※名前下に書いてあるのは登場時のクレジットに書かれている司会番組。

### 2008年3月以前

#### レギュラー
全体進行
- 水道橋博士（浅草キッド）※

リポーター兼コメンテーター（年齢順）
- 鈴木史朗（元TBSアナウンサー）
- 露木茂 （元フジテレビアナウンサー）
- 徳光和夫（元日本テレビアナウンサー）

「THE・サンデー」（2008年9月終了）司会
- 福留功男（元日本テレビアナウンサー）※

TBS「ブロードキャスター」（2008年9月終了）司会
- 小倉智昭（元東京12チャンネル（当時）アナウンサー）※

フジテレビ「とくダネ!」(2021年3月終了)　司会
- 羽鳥慎一（当時日本テレビアナウンサー、前枠「人生が変わる1分間の深イイ話」でもレギュラー）※

「ズームイン!!SUPER」（2011年3月終了）司会

#### 準レギュラー
リポーター兼コメンテーター（年齢順）
- 山本文郎（元TBSアナウンサー）※
- 小島一慶（元TBSアナウンサー）※
- 宮川俊二（元NHKアナウンサー）※

フジテレビ「ニュースJAPAN」元キャスター
- テリー伊藤（演出家、テレビプロデューサー）※

「スッキリ!!」司会
- 梶原しげる（元文化放送アナウンサー）

TBS「フレッシュ!」元司会
- 大和田獏（俳優、キャスター）

テレビ朝日「ワイド!スクランブル」（放送は現在も継続中だが、大和田は2009年9月に降板）司会
- 吉田照美（元文化放送アナウンサー）※

文化放送「吉田照美 ソコダイジナトコ」
- 生島ヒロシ（元TBSアナウンサー）

TBS「ビッグモーニング」元司会
- 峰竜太（俳優、タレント）※

TBS「アッコにおまかせ!」司会
- ラサール石井（タレント）※

TBS「ウォッチ!」「イブニング・ファイブ」元キャスター
- 山中秀樹（元フジテレビアナウンサー）
- 辻よしなり（元テレビ朝日アナウンサー）

テレビ朝日「おはようテレビ朝日」元司会
- 薬丸裕英（タレント）※

TBS「はなまるマーケット」（2014年3月終了）司会
- 中山秀征（タレント）※

「ラジかるッ」（2009年3月終了）司会
- 徳光正行（タレント）※

テレビ東京「レディス4」（2012年9月終了）元司会

#### プレビュー版のみ参加
- NHK：佐藤充宏
- 日本テレビ：小倉淳
- テレビ朝日：朝岡聡

##### 補足
- 上記のレギュラー7人と準レギュラー4 - 6人の合計11 - 13人が参加
- ※…レギュラー放送から参加

### 2008年4月以降（クイズ番組として）

#### 司会
- 羽鳥慎一（当時、日本テレビアナウンサー。オジサンズのメンバーからは局員呼ばわりされていた）

#### レギュラー
オジサンズ
- 徳光和夫
- 福留功男
- 小倉智昭
- 薬丸裕英

解答者
- 水道橋博士（浅草キッド）（ゲイニンズ）
- 磯野貴理（オバサマーズ/元アイドルズ）
- 野久保直樹（オバカーズ/イケメンズ）
- 加藤和樹（イケメンズ）
- 磯山さやか（グラビアーズ）

#### 準レギュラー
オジサンズ
- 中山秀征
- 峰竜太
- 露木茂
- 鈴木史朗
- テリー伊藤
- 大和田獏

解答者
- 出川哲朗（ゲイニンズ）
- 麻木久仁子（オバサマーズ）
- 国生さゆり（オバサマーズ/元アイドルズ）
- 里田まい（オバカーズ）
- 山本梓（アイドルズ）

### ナレーション
- 銀河万丈（プレビュー版）
- 垂木勉（レギュラー版）

## 主なゲスト
- 萩本欽一（第1回、徳光和夫のジャーナルアイ・質問イレブン）
- 夏目三久（当時日本テレビアナウンサー、第1回、露木茂のジャーナルアイ）
- 西川史子（第2回、峰竜太のジャーナルアイ・質問イレブン）
- みのもんた（第2回・第3回、梶原しげるのジャーナルアイ・みのもんたに密着VTR出演）
- 石原真理子（第3回、水道橋博士のジャーナルアイ・質問イレブン）
- 高須基仁（亀田家問題）
- 魚住りえ・千野志麻（質問イレブン）
- IKKO（第1回生放送スペシャル・逸見政孝の話題で出演）

ほか

## ルール（2008年4月～）
- 「○○ズ」と命名された4人1チームの、5チームによる対抗戦。
  - グラビアーズ、オバカーズ、イケメンズ、ゲイニンズ（博士はこのチームに所属）、アイドルズ、ママドルズ、オバサンズ、元アイドルズ、つんくーズ、ジャニーズ、メタボーズ、スポーツマンズ、フォーリナーズ、ヤンキースなど。
- 脳力査定と題し、「○○力」と称される問題に挑む。
  - お金力、歴史力、地理力、トレンド力、社会力、スポーツ力、生活力、業界力、国際力、エコ力、防災力、食育力、治安力、品格力など。
- オープニングは、数人のオジサンズが1人1問ずつ、二択問題や○×問題を出題。
- 1人ずつ順番に、オジサンズの中から1人を指名。指名された人が問題を出題する。
- 問題は記述式、三択問題、早押し問題などさまざまである。早押し問題は正解すると3ポイント獲得、それ以外は1人正解につき1ポイント獲得。チームで相談して解答する場合もある（主に三択問題）。
  - 2008年6月9日放送分からは、1人が問題を出題した後、それ以外の2人または3人のオジサンズが発表する選択肢の中から答えを選ぶ「ウソつきオジ2択（3択）」が登場。
- 番組中数度、逆に解答者側がオジサンズ7人に対して問題を出題する「下克上チャンス」が発生。アトランダムに選ばれた1チームの代表者が（主に最新のトレンドから）クイズを出題、オジサンズが解答する。オジサンズの過半数が不正解であった場合、「不正解者の人数－正解者の人数」ポイントを獲得できる。出題の大半はグラビアーズかゲイニンズが多い。
- 最終問題は、「大逆転!ウソつき3択 フェイクニュース」。福留・徳光・小倉がそれぞれ読み上げる世界のニュースの中から、本当に起こったニュースはどれかをチーム内で相談して答える。
- 最終的に最もポイントが多かったチームの優勝。週変わりで、生活力をアップさせる生活グッズが、賞品として贈られる。

## スタッフ

### プレビュー版
- 構成：桜井慎一、渡辺真也、小山賢太郎、大井洋一、石塚祐介
- TM：新名大作
- SW：米田博之
- CAM：山田祐一
- AUD：池田正義
- VE：弓削聡
- 照明：鈴木道隆
- TK：坂本幸子
- 音効：佐藤裕二
- 編集：岡田秀一
- MA：村尾博一
- リサーチ：野村直子/ビスポ
- デスク：西村友美
- タイトル：守屋健太郎
- ロゴデザイン：宮井勇気
- 美術：高野豊、近藤純子
- AD：切替愛、武藤和也
- ディレクター：長瀬久司、小林淳一
- プロデューサー：山口香代/阿河朋子、正森和郎、中田真紀、木村優子
- 総合演出：福士睦
- チーフプロデューサー：吉川圭三
- 制作協力：日企、えすと、日テレエンタープライズ
- 制作著作：日本テレビ

### レギュラー版
- 構成：桜井慎一、そーたに、町山広美、石塚祐介、ヒロハラノブヒコ 、小山賢太郎、近藤祐次
- クイズ構成：日髙大介、内堀隆史/藤本裕、大場華、山崎駿、内海邦一、西村郁代、金山亜希子、岩見旦
- TM：江村多加司
- SW：米田博之
- CAM：山田祐一
- 音声：池田正義
- VE：舘野真也、佐藤満
- VTR：外城勇一、佐久間治雄
- モニター：小内一豊
- ロケ技術：NiTRO
- 美術：高野豊
- デザイン：道勧英樹
- タイトル：守屋健太郎
- CG：森三平
- 美術協力：日テレアート
- メイク：リップスティック
- 照明：真壁弘
- EED：岡田秀一・鳥塚幸輔（ギヴアンドテイク）
- MA：村尾博一（ギヴアンドテイク）
- 音効：黒澤隆昌・村松聡（佳夢音）
- TK：坂本幸子
- リサーチ：CAMEYO、オフィス・トゥー・ワン、フルタイム、ビスポ、OFFICE HIT
- 広報：高松美緒
- デスク：小林祐子、保科邦子
- 編成：前田伸一郎、安島隆
- マーケティング：井原亮子
- AD：川村佳代、土屋幸平、久保田裕介、木下誠、石丸貴寛、春山正宏、辻仁史、切替愛、尾台優美、伊藤貴幸、今尾修平、武藤和也、小林圭子、久保田博哉、本河隆志、大野優一、清水歩、鬼塚祐里、蛯原俊行、伊東克郎、松川裕範、國枝正樹
- AP：村越多恵子、鈴木美帆、安田友里、杉本憲隆
- 制作進行：山川好美
- ブレーン：香川春太郎
- ディレクター：高谷和男、倉田忠明、根岸秀明、田口マサキ、吉田雅司、長瀬久司、奥村竜、小林淳一/宇津浩二、栗栖政文、佐藤ゆうし、笠原保志、水島紳一郎、田中久也、村井伸一、池田創一、小島恵子、小杉隆史、木下昌洋、岡田直也、笠原裕、松田菜生、藤田恭輔
- プロデューサー：加藤幸二郎、環真吾、遠藤正累/阿河朋子、竹村薫、日向野明、米澤敏克、中附智貴
- 総合演出：福士睦
- チーフプロデューサー：安岡喜郎
- 制作協力：日企、THE WORKS、えすと、モスキート
- 制作著作：日本テレビ

過去のスタッフ
- TK：山沢啓子
- 編成：吉田和生
- デスク：西村友美
- AP：木村優子、菊岡郁枝
- プロデューサー：斉藤みさ子
- ディレクター：真木健一郎、松藤豪

## ネット局
| 放送対象地域   | 放送局                                   | 系列                          | 放送時間             |
| -------------- | ---------------------------------------- | ----------------------------- | -------------------- |
| 関東広域圏     | 日本テレビ（NTV） 『オジサンズ11』制作局 | 日本テレビ系列                | 月曜日 22:00 - 22:54 |
| 北海道         | 札幌テレビ（STV）                        | 日本テレビ系列                | 月曜日 22:00 - 22:54 |
| 青森県         | 青森放送（RAB）                          | 日本テレビ系列                | 月曜日 22:00 - 22:54 |
| 岩手県         | テレビ岩手（TVI）                        | 日本テレビ系列                | 月曜日 22:00 - 22:54 |
| 宮城県         | ミヤギテレビ（MMT）                      | 日本テレビ系列                | 月曜日 22:00 - 22:54 |
| 秋田県         | 秋田放送（ABS）                          | 日本テレビ系列                | 月曜日 22:00 - 22:54 |
| 山形県         | 山形放送（YBC）                          | 日本テレビ系列                | 月曜日 22:00 - 22:54 |
| 福島県         | 福島中央テレビ（FCT）                    | 日本テレビ系列                | 月曜日 22:00 - 22:54 |
| 山梨県         | 山梨放送（YBS）                          | 日本テレビ系列                | 月曜日 22:00 - 22:54 |
| 新潟県         | テレビ新潟（TeNY）                       | 日本テレビ系列                | 月曜日 22:00 - 22:54 |
| 長野県         | テレビ信州（TSB）                        | 日本テレビ系列                | 月曜日 22:00 - 22:54 |
| 静岡県         | 静岡第一テレビ（SDT）                    | 日本テレビ系列                | 月曜日 22:00 - 22:54 |
| 富山県         | 北日本放送（KNB）                        | 日本テレビ系列                | 月曜日 22:00 - 22:54 |
| 石川県         | テレビ金沢（KTK）                        | 日本テレビ系列                | 月曜日 22:00 - 22:54 |
| 福井県         | 福井放送（FBC）                          | 日本テレビ系列                | 月曜日 22:00 - 22:54 |
| 中京広域圏     | 中京テレビ（CTV）                        | 日本テレビ系列                | 月曜日 22:00 - 22:54 |
| 近畿広域圏     | 読売テレビ（ytv）                        | 日本テレビ系列                | 月曜日 22:00 - 22:54 |
| 鳥取県・島根県 | 日本海テレビ（NKT）                      | 日本テレビ系列                | 月曜日 22:00 - 22:54 |
| 広島県         | 広島テレビ（HTV）                        | 日本テレビ系列                | 月曜日 22:00 - 22:54 |
| 山口県         | 山口放送（KRY）                          | 日本テレビ系列                | 月曜日 22:00 - 22:54 |
| 徳島県         | 四国放送（JRT）                          | 日本テレビ系列                | 月曜日 22:00 - 22:54 |
| 香川県・岡山県 | 西日本放送（RNC）                        | 日本テレビ系列                | 月曜日 22:00 - 22:54 |
| 愛媛県         | 南海放送（RNB）                          | 日本テレビ系列                | 月曜日 22:00 - 22:54 |
| 高知県         | 高知放送（RKC）                          | 日本テレビ系列                | 月曜日 22:00 - 22:54 |
| 福岡県         | 福岡放送（FBS）                          | 日本テレビ系列                | 月曜日 22:00 - 22:54 |
| 長崎県         | 長崎国際テレビ（NIB）                    | 日本テレビ系列                | 月曜日 22:00 - 22:54 |
| 熊本県         | くまもと県民テレビ（KKT）                | 日本テレビ系列                | 月曜日 22:00 - 22:54 |
| 大分県         | テレビ大分（TOS）                        | 日本テレビ系列 フジテレビ系列 | 月曜日 22:00 - 22:54 |
| 鹿児島県       | 鹿児島読売テレビ（KYT）                  | 日本テレビ系列                | 月曜日 22:00 - 22:54 |

## エピソード
- 単発時にはいなかったテレビ東京（東京12チャンネル）のOBがレギュラー放送では登場している（小倉智昭）。そのため、レギュラー放送では、NHKを含めた、在京キー局すべてのOBが参加したことになる。
- 単発時にはラジオ局OBとして梶原しげるが参加していたが、レギュラー放送では、梶原のほかに吉田照美が参加している。なお、2人とも文化放送出身者である（ニッポン放送の著名なOBには高嶋秀武、荘口彰久などがいるが番組には参加していない。これは文化放送と異なり、テレビへの露出が多いOBがほとんどいないことが一因であろう）。
- NHKのOBは、単発時の佐藤充宏とレギュラー化以後の宮川俊二しか出演しておらず、日本テレビで『週刊オリラジ経済白書』『26時間ちょっとテレビ』に起用されている宮本隆治がなぜか当番組には出演していない。
- レギュラー出演者にゆかりが深い人物（梶原…文化放送時代の後輩、徳光…立教大学の先輩、小島…どうぶつ奇想天外!のナレーター）がいることもあり、時折みのもんたの話が出ることがある。単発時には「みのが仕事を取りすぎだ」「みのもフリーになりたてのころはまったく仕事がなかった」などの話題に終始し、水道橋博士が「みのさんを偲ぶ番組みたいですね」と言った。レギュラー化・初回では『おもいッきりイイ!!テレビ』のアシスタント・夏目三久（当時日テレアナ）がゲストで登場したことから、みの絡みの話が顕著に出ていた。10月22日・29日放送分では梶原による、みのの1日密着リポートを放送。11月5日放送分では徳光が、みのにレギュラー入りの誘いを持ちかけたが断られた事を告白している。このように、みのとは現在この番組での共演はないが2007年10月6日と2008年4月5日に、当番組が『世界一受けたい授業』のスペシャルに番組単位で出演したときに、みのとは共演している。また、12月3日放送分より参加のラサール石井は『朝ズバッ!』の前身番組『ウォッチ!』の出演者である。
- 単発時には、ワイドショーの司会をしているとはいえ、本職が俳優・タレントである大和田獏以外はすべて元局アナだったが、レギュラー放送では芸能人はもちろんのこと、裏方経験者や現役の日テレ局アナも参加している。
- レギュラー放送では、ワイドショー・情報番組にかかわっている人間が（テレビ朝日『スーパーモーニング』を除いて）共演しているのが特徴である（小倉はフジテレビの『とくダネ!』司会、テリー伊藤は一部地域除く日テレの『スッキリ!!』レギュラーコメンテーター、薬丸裕英は一部地域除くTBSの『はなまるマーケット』メイン司会）。
- 羽鳥はこの番組の前に放送される『人生が変わる1分間の深イイ話』（21:00〜）、小倉智昭は2番組後に放送される『嵐の宿題くん』（23:58〜）にも出演している。また、ラジオ（関東ローカル）であるが山中秀樹も自身の冠番組『こちら山中デスクです』（TBSラジオ、20:00〜22:00）を持っているため、当番組出演に当たる場合はそこから局を越えての連投となる。
- 福澤朗以外の歴代『ズームイン』シリーズ（『ズームイン!!朝!』『ズームイン!!SUPER』）の司会担当者が出演している（徳光、福留、羽鳥）。そのため、レギュラー化・初回では、羽鳥アナの企画VTRの前振りで、3人そろってのズームインを披露した（羽鳥アナのリクエストにより実現。10月22日放送の『ズームイン!!SUPER』でも3人でズームインをした）。
- 同じくレギュラー化・初回では、福留功男の企画により出演者全員でヒゲをつけて、誰が1番似合っているかを観客の投票で決めたところ、テリー伊藤が1位となった。その公約でテリーは、翌日（10月16日）放送の『スッキリ!!』で一時ながら同じヒゲをつけて出演した。